# Hemistola lissas
Hemistola lissas är en fjärilsart som beskrevs av Louis Beethoven Prout 1912. Hemistola lissas ingår i släktet Hemistola och familjen mätare. Inga underarter finns listade i Catalogue of Life.